# Pécsvárad
Pécsvárad (németül: Fünfkirchenwardein vagy Petschwar, horvátul: Pečvar) város Baranya vármegyében, a Pécsváradi járás székhelye.

## Fekvése
A Keleti-Mecsek déli lejtőjén, a Mecsek legmagasabb csúcsa, a 681 méter magas Zengő lábánál, a 6-os főút, a megszüntetett Pécs–Bátaszék-vasútvonal mellett fekszik, Pécstől 19 kilométerre. A Kelet-Mecsek központja.

### Közlekedése
Pécs központjával a 6544-es út köti össze, Mohácstól Sombereken át az 5606-os, Geresdlakon át az 5607-es út húzódik idáig. Szederkénnyel az 5608-as, Romonya-Pereked-Berkesd településekkel az 5609-es út kapcsolja össze; nyugati határszélét érinti a Hird-Szászvár közti 6541-es út is.
Öt számjegyű országos közútnak számít még Pécsvárad területén a 65 185-ös út, amely az 5608-as folytatásaként húzódik a 6-os főúttól a központig; a 65 363-as út, amely az egykori Pécsvárad vasútállomást szolgálta ki; valamint a 2 kilométer hosszú 56 119-es út, amely a zsákfalunak tekinthető Martonfa község központjába vezet.
A kisvároson a MÁV 64-es számú Pécs–Bátaszék-vasútvonala haladt keresztül; a vonal itteni állomása a központban létesült. A pálya állapotának folyamatos romlása miatt már az 1990-es évektől folyamatosan csökkent a vonal kihasználtsága. Előbb, 1997 nyarán a Pécsvárad–Palotabozsok szakaszt zárták be, majd 2003-ban Palotabozsok és Bátaszék között is leállt a közlekedés, végül 2009-ben az utolsó, Pécs–Pécsvárad közti, megmaradt 23 kilométeres szakaszt is bezárták. Elővárosi jellegű vasúttá történő fejlesztésére ugyan születtek elképzelések, de konkrét előrelépés nem történt.

## Története
Szent István király alapította itt a Pécsváradi bencés kolostort, első apátja Asztrik volt, aki a Szent Koronát hozta el a királynak. 1212-ben Várad néven említik, a név kis várat jelent. Pécsvárad (Pechwarad) formában Károly Róbert király említette először 1316-ban.
1258-ban az egyházi fennhatóság alól kikerülni igyekvő városiak elérték, hogy saját bírójuk és önkormányzatuk legyen. 1333-ban említik először városként, 1439-től mezővárosként.
A török hódoltság idején az öt baranyai bírósági székhely egyike volt. A török uralom idején hanyatlásnak indult. Lakosai ebben az időben tértek át a kálvinista vallásra. 1689-ben az akkori pécsváradi apát katolikus németeket kezdett telepíteni a városba.
1778-ban Mária Terézia közalapítványi uradalommá tette a várost, a királyi kamara irányította, és feladata a budai egyetem fenntartása volt. 1849-ben megalakult a pécsváradi járás, amely 1966-ig állt fenn, majd 2013-ban ismét megalakul.
1909-ben kezdték építeni a Pécs–Bátaszék vasútvonalat, ahol 1912-ben indult meg a személyszállítás. 1997-től fokozatosan leépítik előbb a személyforgalmat majd a teherfuvarozást, és a vonal 2009-re véglegesen megszűntté vált.
1947-ben és 1948-ban magyar családok ezreit telepítették kényszerűen a Beneš-dekrétumok rendelkezései alapján a Felvidékről Pécsváradra és környékére, sorrendben Albárról, Alsószecséről, Alsószeliről, Érsekújvárról, Felsőszecséről, Felsőszeliről, Galántáról, Garamszentgyörgyről, Hegyétéről, Hidaskürtről, Hontfüzesgyarmatról, Ipolyhídvégről, Ipolypásztóról, Ipolyságról, Királyfiáról, Királyrévröl, Kiskoszmályról, Kismácsédról, Kispakárol, Lévárol, Nádszegről, Nagyfödémesröl, Nagymácsédról, Nemesorosziból, Rétéről és Tardoskeddből.
Pécsvárad 1993-ban kapott ismét városi címet.
A 2001-es adatok szerint lakosságának 9,4%-a német nemzetiségű volt.

## Közélete

### Polgármesterei
- 1990–1994: Kakas Sándor (független)[4]
- 1994–1998: Kakas Sándor (Várbaráti Kör-SZDSZ)[5]
- 1998–2002: Zsáli János (független)[6]
- 2002–2006: Zsáli János (független)[7]
- 2006–2008: Zsáli János (független)[8]
- 2008–2010: Dr. Bíró Ferenc (független)[9]
- 2010–2014: Dr. Bíró Ferenc (független)[10]
- 2014–2019: Zádori János (független)[11]
- 2019–2024: Zádori János (független)[12]
- 2024– : Gál Krisztián (független)[1]

A településen 2008. április 6-án időközi polgármester-választást tartottak, az előző polgármester lemondása miatt.

## Látnivalók

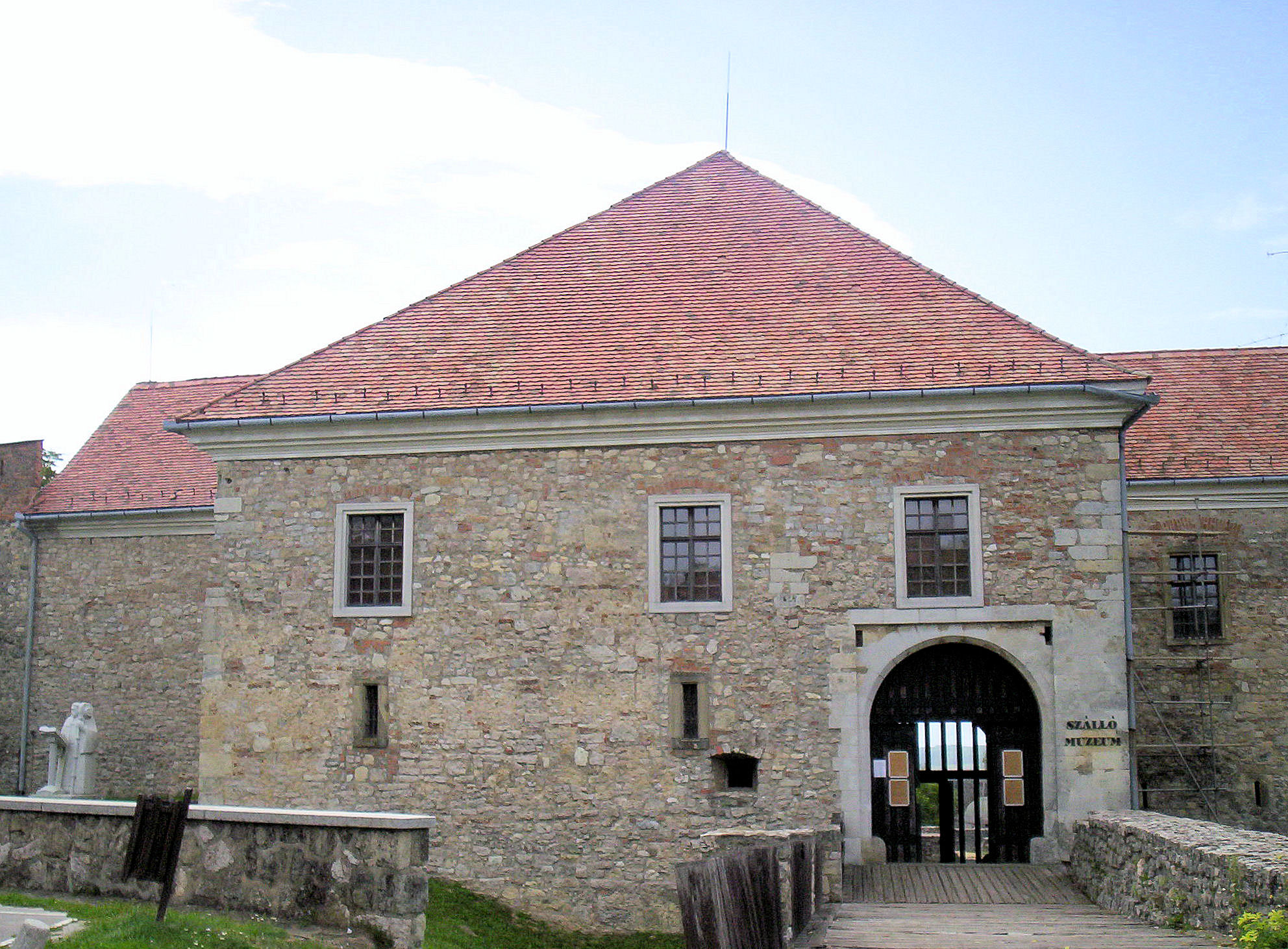
A pécsváradi vár a Szent István király által alapított bencés monostorra épült, ez a város egyik legjelentősebb középkori emléke

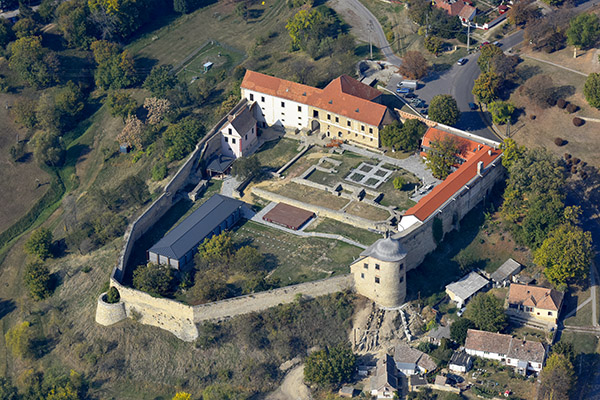
Pécsvárad vára légi felvételen 2018-ban

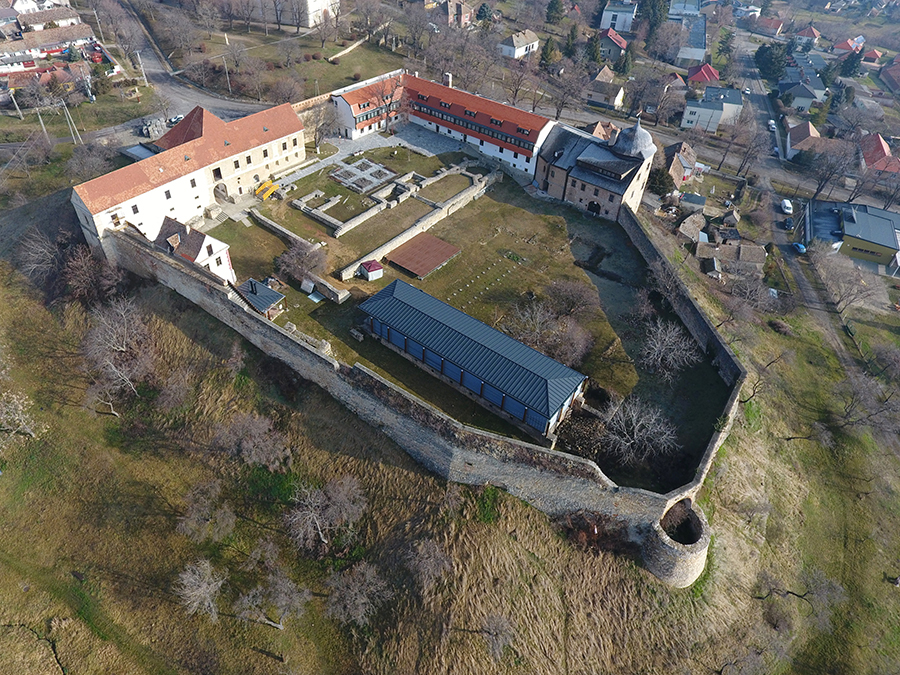
Pécsvárad, kolostorerőd légi fotón

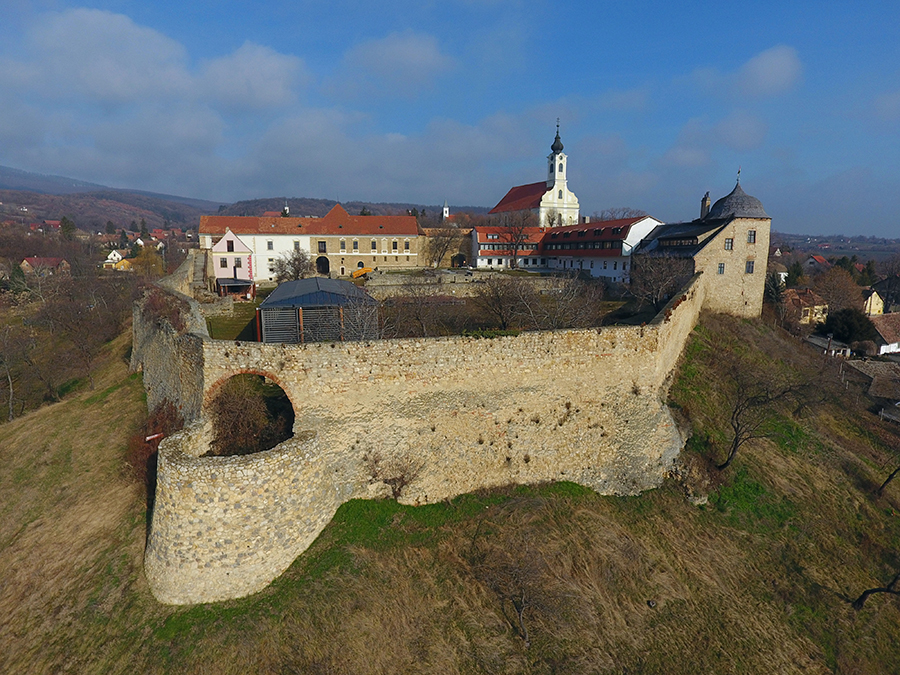
Pécsvárad, kolostorerőd légi felvételen

Pécsvárad műemlékekben, idegenforgalmi nevezetességekben gazdag város. Mai képe is érzékelteti a hajdani királyi alapítású egyházi központ méltóságát. Ezt az évszázados képet meghatározza a Zengő előterében magasló katolikus templom és a vár. Ezek lábánál húzódik a városka, a váltakozva módosabb polgárházakkal és egyszerűbb portákkal, de mindenütt sok kerttel, virággal, gyümölcsössel.
A települést szőlők és szelídgesztenye-erdő koszorúzza. A város országos ritkaságszámba menő látnivalója a 10. századi kápolna Géza fejedelem és István király idejéből, korabeli freskómaradványokkal. A vár, amit Pécsvárad önkormányzata hosszú csatározások után 1996-ban saját kezelésbe vett és a romkert a román, gótikus és reneszánsz monostor emlékeit őrzi. A Nagyboldogasszony-templom 1767-ben épült rokokó oltárokkal, szószékkel és berendezéssel. A Mindenszentek-kápolna a 12. századból, református templom 1785-ből való. A Városházát (A Szentháromság téren) 1857-ben építette neogótikus stílusban Gianone Ágoston svájci olasz származású építész. Nevezetes épület a volt katonai kórház és lovassági laktanya, a gyógyszertár, a Kossuth téri épületegyüttes (kápolna, katolikus, református parókia, régi iskola), a német parasztházak. Szent István bronzszobrát 1969-ben állították, Borsos Miklós alkotása.

## Múzeumok, rendezvények
Több állandó kiállítás tekinthető meg a városban. A várban múzeum mutatja be a monostor történetét. Itt található Kígyós Sándor (1943–1984) szobrászművész állandó kiállítása, László Károly bázeli műgyűjtő Bali-szigeti szoborgyűjteménye, valamint a 20. századi grafikákból álló kollekciója. Platthy György festőművész állandó kiállítása és a Nemes-Nágel emlékszoba, mely Nemes Endre festőművész és Nemes-Nágel Lajos könyvkiadó életművét mutatja be.
A városka központjában látogatható előzetes bejelentkezést követően Endrődi Sándor magángyűjteménye, mely a helyi és környékbeli kézművesség tárgyi emlékeinek és világítástörténeti emlékeknek ad otthont egy raktárkiállítás formájában.
A város népszerű rendezvényeknek is helyt ad. Augusztus 15-20. között a „Szent István Napok” során zenei rendezvényeket, kiállításokat tartanak a várban és orgonakoncerteket a római katolikus templomban. 2000 óta a Pécsváradi Vár ad otthont az augusztus hónapban működő Várszínháznak. Október 18-án rendezik a „Leányvásár”-t minden évben. Programja: hagyományőrző népi együttesek seregszemléje, menettánc, gálaműsor, népművészeti kirakodóvásár a város központjában. Minden páratlan évben „Gesztenyeszüret a Zengő alján” elnevezéssel tartanak szórakoztató rendezvényeket, ahol a város német és magyar tánccsoportjai, zenekarai adnak szabadtéri műsort a város központjában. Mindezt népművészeti kirakodóvásár, a helyi borok népszerűsítése és gesztenyeárusítás színesíti.

## Néhány adat a településről
A 19 települést magába foglaló Pécsváradi Többcélú Kistérségi Társulás központja. 4041 lakosra 1414 lakás jut. Ebből kétszobás 243, három- és többszobás 943. A lakásállomány 46,2%-a összkomfortos, 26,9%-a komfortos, 6,8%-a félkomfortos. A lakások 36%-a az utolsó 20 évben épült. Az egy lakásra jutó népesség 2,8 fő. A város területén az ivóvíz és szennyvízcsatorna-, a földgáz-, a villany-, a telefon-, a kábeltévé-hálózat teljességgel kiépített. Az utak szilárd burkolatúak. A vízhálózatot helyi bázisból táplálják. Minden elvezetett szennyvizet tisztítanak. 2006-ban adták át a fedett tanuszodát.

## Népesség
A település népességének változása:
| Lakosok száma | 4051 | 4027 | 3953 | 3982 | 3989 | 3818 | 3822 | 3799 |
|               | 2013 | 2014 | 2018 | 2019 | 2021 | 2022 | 2023 | 2024 |

A 2011-es népszámlálás során a lakosok 82,2%-a magyarnak, 2% cigánynak, 0,5% horvátnak, 15,7% németnek, 0,2% szerbnek mondta magát (17,5% nem nyilatkozott; a kettős identitások miatt a végösszeg nagyobb lehet 100%-nál). A vallási megoszlás a következő volt: római katolikus 55,2%, református 6,9%, evangélikus 2,2%, görögkatolikus 0,2%, felekezeten kívüli 9,5% (25,5% nem nyilatkozott).
2022-ben a lakosság 89,3%-a vallotta magát magyarnak, 12,3% németnek, 1,4% cigánynak, 0,3% horvátnak, 0,2% szerbnek, 0,2% lengyelnek, 0,1-0,1% görögnek és szlovénnek, 1,9% egyéb, nem hazai nemzetiségűnek (10,5% nem nyilatkozott; a kettős identitások miatt a végösszeg nagyobb lehet 100%-nál). Vallásuk szerint 44,6% volt római katolikus, 8,9% református, 1% evangélikus, 0,2% görög katolikus, 0,7% egyéb keresztény, 0,9% egyéb katolikus, 9,1% felekezeten kívüli (34,6% nem válaszolt).

## Neves személyek
- Itt született 1745-ben Mitterpacher Dániel Antal választott püspök.
- Gyerekkorában hat évig (1903–1909 között) itt élt Kodolányi János író.
- Itt született 1897-ben Halmai János katonatiszt, országgyűlési képviselő.
- Itt született 1909-ben Nemes Endre  svéd–magyar festő, képzőművész, grafikus, karikaturista.
- Pécsváradon szolgált káplánként majd plébánosként Mott János (1920-1996) címzetes apát, a település egyik díszpolgára, akinek 2010 óta utcanév (a város egyik terének neve) is őrzi az emlékét.
- A háború előtt itt tevékenykedett Dombay János régész, múzeumalapító.

## Testvérvárosai
- Külsheim, Németország
- Hausmannstätten, Ausztria
- Garamszentgyörgy, Szlovákia
- Nagybereg, Ukrajna
- Máréfalva, Románia

## Képgaléria

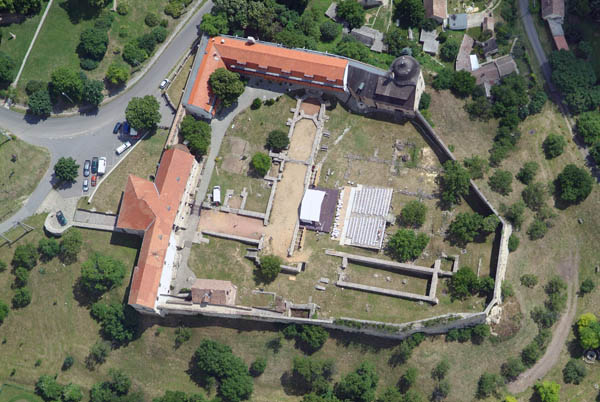
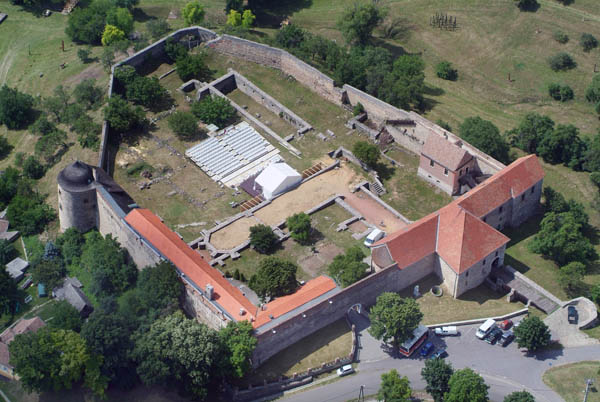
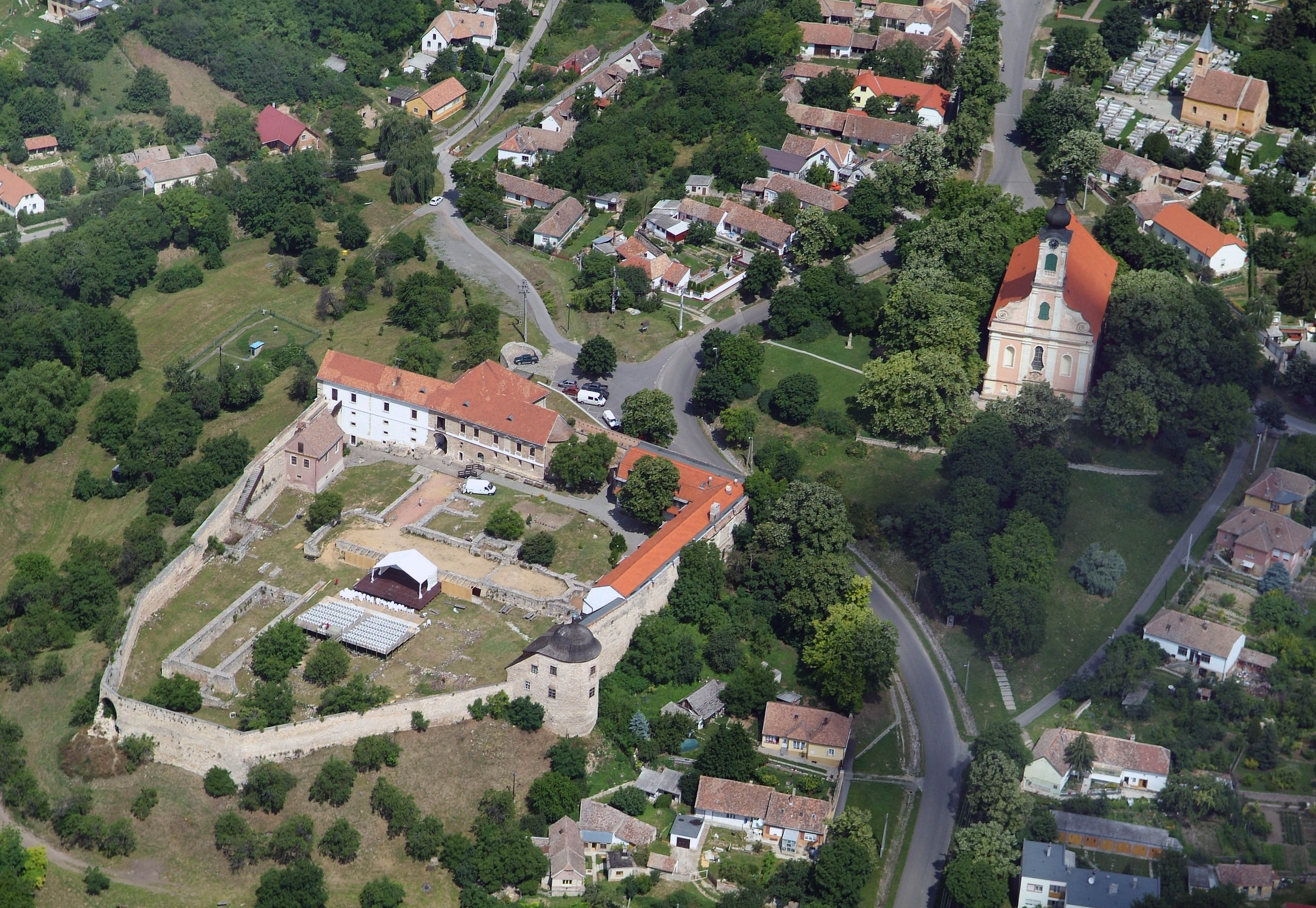
Az apátság és a település légifotón